# ステレグーシチイ (水雷艇)
ステレグーシチイ（ロシア語: Стерегу́щий スチリグーシイ）は、ロシア帝国の水雷艇駆逐艦（Истребитель-миноносцев）である。ロシア帝国海軍では水雷艇（Миноносец）に分類された。日本語文献では駆逐艦ともされる。

## 概要
ステレグーシチイは、ロシア帝国海軍向けに建造されたソーコル級水雷艇の16番艇として建造された。建造当初の名称は、ロシア語で「鴫」を意味するクリーク（Кули́к クリーク）であった。1900年にサンクトペテルブルクのネヴァ川造船・機械工場で起工、翌1901年にはポルト＝アルトゥール（旅順）にて組み立てが開始された。1902年6月9日には進水、1903年には海上公試が実施され、8月20日付けで太平洋艦隊第2水雷艇隊へ配備された。配備に先立ち、1902年3月9日付けで名称はステレグーシチイに変更された。これは、「見張る、待ち伏せる」といった意味のロシア語の形容詞である。
日露戦争が開戦すると、ステレグーシチイは第一太平洋艦隊に所属し、他の現地の艦艇とともに戦闘に参加した。1904年2月14日には、ステレグーシチイは僚艦スコールイとともに水雷巡洋艦フサードニクの護衛任務を実施した。
2月24日、日本軍が第一回旅順口閉塞作戦を実施。このとき、旅順港入り口には戦艦レトヴィザンが座礁しており、ステレグーシチイはストロジェヴォイとともに哨戒にあたっていた。そして、攻撃を仕掛けてきた日本第五駆逐隊の駆逐艦をレトヴィザンや砲台とともに迎撃した。

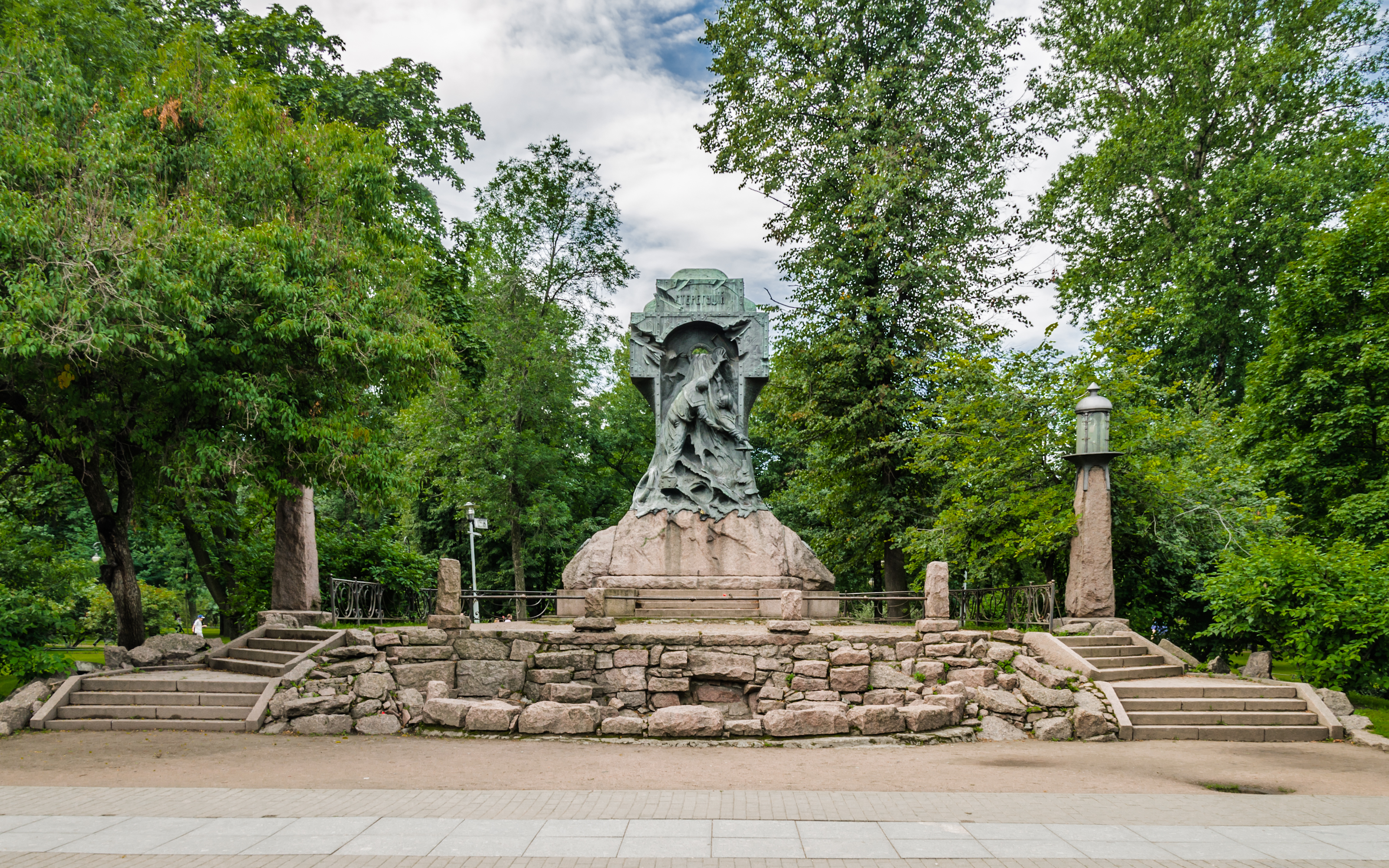
サンクトペテルブルクにある水雷艇ステレグーシチイの記念碑

3月9日(（ユリウス暦2月25日）、ステレグーシチイはレシーテリヌイとともに日本の前進基地探索のため裏長山列島と小長山列島に派遣された。同日、帽島付近で日本の大型軍艦を発見。攻撃を試みたが駆逐艦の出現により退避した。その後再び捜索したが発見できず、2隻は旅順に向かった。3月10日午前7時ごろ黄金山沖に日本第三駆逐隊（土屋金光中佐）の駆逐艦薄雲、東雲、曙、漣を発見。ロシアの2艦は砲台の射程内に逃げ込もうとしたが、このとき汽機不調のためステレグーシチイの速力は16から17ノットに低下しており、すぐに追いつかれて戦闘となった。レシーテリヌイは損傷しながらも逃走に成功したが、ステレグーシチイは包囲されて砲撃を受け艦長アレクサンドル＝セミョーノヴィチ＝セルゲーエフ大尉なども戦死して午前8時5分に沈黙した。乗員55（53名）名中4名の機関兵のみが日本側に救助され、他は戦死した。日本軍はステレグーシチイを捕獲し曳航を始めようとしたが、ステパン・マカロフ提督が巡洋艦ノヴィークとバヤーンを率いて出撃してきて攻撃を加えたため捕獲を断念した。ステレグーシチイは老鉄山の南東約7海里（旅順燈台から6 浬）の地点で10時15分（日本時間、現地時間では9時20分）に沈没した。
後日、ステレグーシチイの勇敢な最期は新聞で大きく報ぜられた。また、サンクトペテルブルクには水雷艇ステレグーシチイを追悼し讃える記念碑が立てられ、1911年4月26日には皇帝ニコライ2世の御前で除幕式が開催された。